# Javier Ruiz
Javier Ruiz (San Antonio de Padua, 29 settembre 2004) è un calciatore argentino, centrocampista del Barracas Central in prestito dall'Independiente.

## Carriera
Ruiz è cresciuto nel settore giovanile dell'Independiente ed ha debuttato in prima squadra il 24 settembre 2023 nell'incontro di Copa de la Liga Profesional pareggiato 0-0 contro l'Instituto (C). Il 31 ottobre seguente ha firmato il suo primo contratto professionistico valido fino al 2027.
Il 4 settembre 2024 è stato ceduto in prestito al Barracas Central, altro club della prima divisione argentina, e poche settimane più tardi ha segnato il suo primo gol in carriera decidendo la trasferta di campionato contro l'Instituto terminata 1-0.

## Statistiche

### Presenze e reti nei club
Statistiche aggiornate al 4 maggio 2025.
| Stagione                | Squadra                 | Campionato              | Campionato | Campionato | Coppe nazionali | Coppe nazionali | Coppe nazionali | Coppe continentali | Coppe continentali | Coppe continentali | Altre coppe | Altre coppe | Altre coppe | Totale | Totale | Totale |
| Stagione                | Squadra                 | Comp                    | Pres       | Reti       | Comp            | Pres            | Reti            | Comp               | Pres               | Reti               | Comp        | Pres        | Reti        | Pres   | Reti   |        |
| ----------------------- | ----------------------- | ----------------------- | ---------- | ---------- | --------------- | --------------- | --------------- | ------------------ | ------------------ | ------------------ | ----------- | ----------- | ----------- | ------ | ------ | ------ |
| 2023                    | Independiente           | PD                      | 0          | 0          | CA+CdL          | 0+7             | 0               | -                  | -                  | -                  | -           | -           | -           | 7      | 0      |        |
| 2024                    | Independiente           | PD                      | 1          | 0          | CA+CdL          | 1+3             | 0               | -                  | -                  | -                  | -           | -           | -           | 5      | 0      |        |
| Totale Independiente    | Totale Independiente    | Totale Independiente    | 1          | 0          |                 | 11              | 0               |                    | -                  | -                  |             | -           | -           | 12     | 0      |        |
| 2024                    | Barracas Central        | PD                      | 14         | 2          | CA              | 0               | 0               | -                  | -                  | -                  | -           | -           | -           | 14     | 2      |        |
| 2025                    | Barracas Central        | PD                      | 11         | 1          | CA              | 1               | 0               | -                  | -                  | -                  | -           | -           | -           | 12     | 1      |        |
| Totale Barracas Central | Totale Barracas Central | Totale Barracas Central | 25         | 3          |                 | 1               | 0               |                    | -                  | -                  |             | -           | -           | 26     | 3      |        |
| Totale carriera         | Totale carriera         | Totale carriera         | 26         | 3          |                 | 12              | 0               |                    | -                  | -                  |             | -           | -           | 38     | 3      |        |